# Gastón Mouriño
Gastón Alberto Mouriño (n. Buenos Aires;12 de octubre de 1994) es un jugador de balonmano argentino que se desempeña como pívot en el HC Dobrogea Sud Constanța. También forma parte del seleccionado argentino.

## Palmarés internacional
| Juegos Panamericanos                      | Juegos Panamericanos | Juegos Panamericanos | Juegos Panamericanos |
| Año                                       | Lugar                | Medalla              |                      |
| ----------------------------------------- | -------------------- | -------------------- | -------------------- |
| 2023                                      | Santiago de Chile    | Medalla de oro       |                      |
| Campeonato Sudamericano y Centroamericano |                      |                      |                      |
| Año                                       | Lugar                | Medalla              |                      |
| 2020                                      | Brasil               | Medalla de oro       |                      |
| 2022                                      | Brasil               | Medalla de plata     |                      |
| 2024                                      | Buenos Aires         | Medalla de plata     |                      |

## Clubes
| Club                           | País      | Años      |
| ------------------------------ | --------- | --------- |
| A.D.H. Nuestra Señora de Luján | Argentina | ?         |
| Colegio Ward                   | Argentina | 2013-2015 |
| Club Deportivo Bidasoa         | España    | 2015-2016 |
| B.M. Zamora                    | España    | 2016-2018 |
| C.D.B. Atlético Valladolid     | España    | 2018      |
| B.M. Zamora                    | España    | 2018-2020 |
| A. D. C Guadalajara            | España    | 2020-2021 |
| GK Taganrog                    | Rusia     | 2021-2023 |
| HC Dobrogea Sud Constanța      | Rumania   | 2023-Act. |

(*) nota: se considera durante el periodo en que el jugador militó en dicho club.
(d) nota: el equipo descendió.

## Internacional
Mouriño jugó con la selección juvenil de Argentina, con la que fue campeón del Campeonato Panamericano de Balonmano Masculino Juvenil de 2013. Asimismo, vale remarcar que disputó el Mundial jugado en Hungría en 2013. Del mismo modo, formó parte del seleccionado júnior y, en 2015, disputó con su selección el Mundial de Brasil.
En mayo de 2018, el técnico Manolo Cadenas lo convocó para los Juegos Sudamericanos de Cochabamba, Bolivia. A fines de dicho mes se consagró campeón del Campeonato Panamericano de Balonmano Masculino de 2018
.